# Centar (Sarajevo)
Centar es una municipalidad de Bosnia y Herzegovina. Se encuentra en el cantón de Sarajevo, dentro del territorio de la Federación de Bosnia y Herzegovina. Es una de las cuatro municipalidades que conforman la ciudad de Sarajevo, junto con Novi Grad, Novo Sarajevo y Stari Grad.

## Localidades
La municipalidad de Centar se encuentra subdividida en las siguientes comunidades locales:
1. Betanija - Šip
2. Breka - Koševo II
3. Ciglane - Gorica
4. Donji Velešići
5. Džidžikovac - Koševo I
6. Hrastovi - Mrkovići
7. Koševsko Brdo
8. Marijin Dvor - Crni Vrh
9. Mejtaš - Bjelave
10. MZ Park - Višnjik
11. Pionirska Dolina – Nahorevo
12. Skenderija - Podtekija
13. Soukbunar
14. Trg Oslobođenja

## Demografía
En el año 2009 la población de la municipalidad de Centar era de 70 099 habitantes. La superficie del municipio es de 33 kilómetros cuadrados, con lo que la densidad de población era de 2124 habitantes por kilómetro cuadrado.